# Plaj Gradina–Zlatna ribka
Plaj Gradina–Zlatna ribka este o arie protejată (arie specială de conservare — SAC, sit de importanță comunitară — SCI) din Bulgaria întinsă pe o suprafață de 1.245,85 ha, integral pe uscat.

## Localizare
Centrul sitului Plaj Gradina–Zlatna ribka este situat la coordonatele 42°25′25″N 27°40′13″E / 42.4237°N 27.6704°E.

## Înființare
Situl Plaj Gradina–Zlatna ribka a fost declarat sit de importanță comunitară în martie 2007 pentru a proteja 11 specii de animale. Situl a fost protejat și ca arie specială de conservare în martie 2021.

## Biodiversitate
Situată în ecoregiunile Marea Neagră și marină a Mării Negre, aria protejată conține 11 habitate naturale: Bancuri de nisip acoperite în permanență slab de apă marină, Terase mlăștinoase și terase nisipoase neacoperite de apă la reflux, Golfuri mici largi și golfuri puțin adânci, Recifuri, Faleze cu vegetație de Limonium spp. endemic de pe coastele mediteraneene, Pășuni mediteraneene udate de apa mării (Juncetalia maritimi), Dune mobile cu vegetație embrionară, Dune mobile de-a lungul țărmului cu Ammophila arenaria („dune albe”), Dune de coastă fixe cu vegetație erbacee („dune gri”), Depresiuni intradunale umede, Peșteri marine scufundate complet sau parțial.
La baza desemnării sitului se află mai multe specii protejate:
- amfibieni (1): Triturus karelinii
- mamifere (3): marsuin (Phocoena phocoena), delfin mare (Tursiops truncatus), dihor pătat (Vormela peregusna)
- pești (2): scrumbie de dunăre (Alosa immaculata), rizeafcă (Alosa tanaica)
- reptile (5): Elaphe sauromates, Elaphe situla, țestoasa de baltă (Emys orbicularis), Testudo graeca, țestoasă bănățeană (Testudo hermanni)

Pe lângă speciile protejate, pe teritoriul sitului au mai fost identificate 12 specii de plante, 4 specii de amfibieni, 1 specie de mamifere, 16 specii de nevertebrate, 11 specii de pești, 9 specii de reptile.